# Municipio de Grant (condado de Riley)
El municipio de Grant (en inglés: Grant Township) es un municipio ubicado en el condado de Riley en el estado estadounidense de Kansas. En el año 2010 tenía una población de 973 habitantes y una densidad poblacional de 9,81 personas por km².

## Geografía
El municipio de Grant se encuentra ubicado en las coordenadas 39°17′28″N 96°43′39″O / 39.29111, -96.72750. Según la Oficina del Censo de los Estados Unidos, el municipio tiene una superficie total de 99.13 km², de la cual 92,12 km² corresponden a tierra firme y (7,08 %) 7,02 km² es agua.

## Demografía
Según el censo de 2010, había 973 personas residiendo en el municipio de Grant. La densidad de población era de 9,81 hab./km². De los 973 habitantes, el municipio de Grant estaba compuesto por el 95,58 % blancos, el 1,03 % eran afroamericanos, el 0,92 % eran amerindios, el 0,72 % eran asiáticos, el 0,31 % eran de otras razas y el 1,44 % eran de una mezcla de razas. Del total de la población el 2,16 % eran hispanos o latinos de cualquier raza.